# San Vito al Torre
San Vito al Torre es una localidad y comune italiana de la provincia de Udine, región de Friuli-Venecia Julia, con 1.363 habitantes.

## Evolución demográfica
| Gráfica de evolución demográfica de San Vito al Torre entre 1861 y 2001 |
|                                                                         |
| Fuente ISTAT - elaboración gráfica de Wikipedia                         |